# Vochysia columbiensis
Vochysia columbiensis är en tvåhjärtbladig växtart som beskrevs av Marcano-berti. Vochysia columbiensis ingår i släktet Vochysia och familjen Vochysiaceae. Inga underarter finns listade i Catalogue of Life.